# Berg Fidel

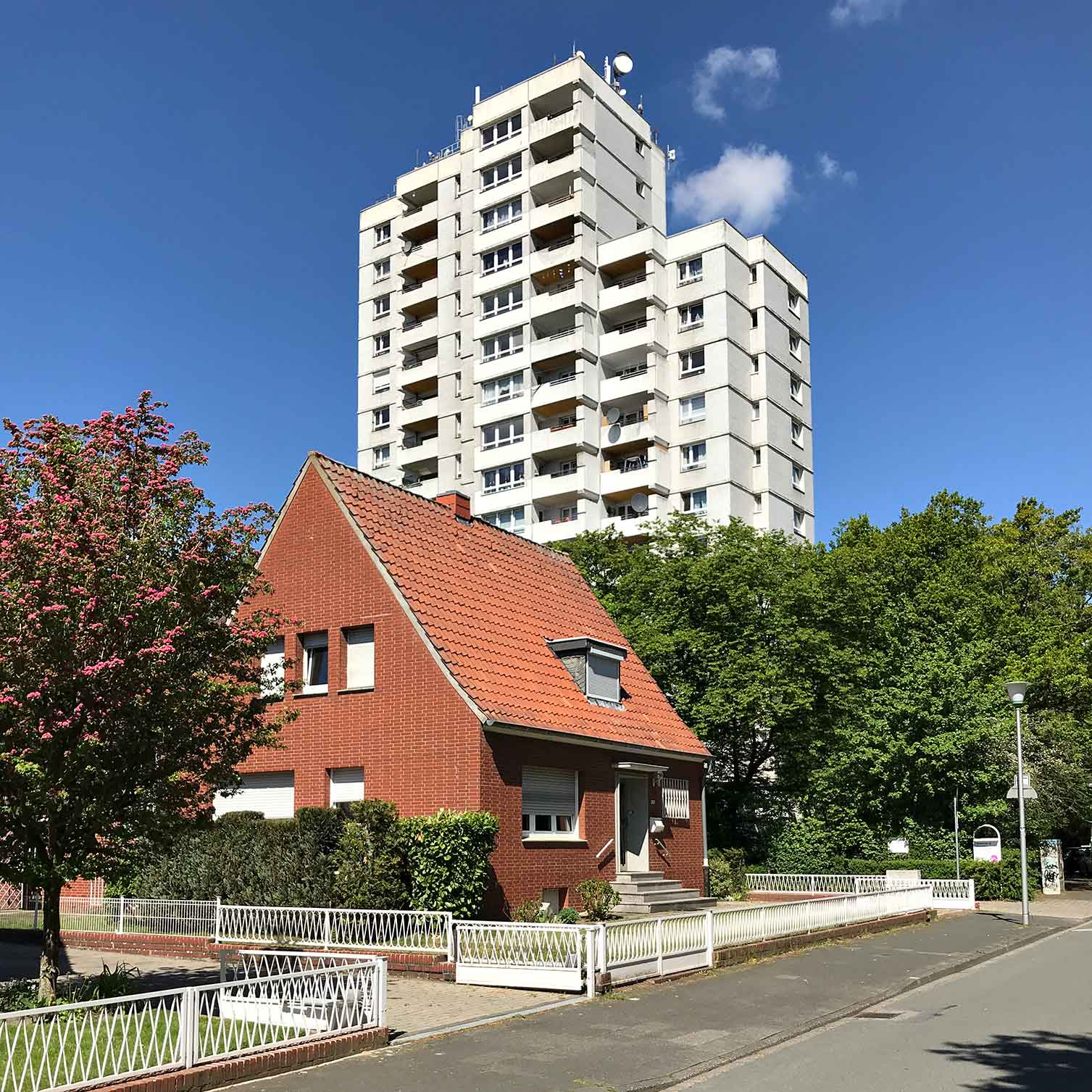
Gemischte Bebauung in Berg Fidel

Berg Fidel ist ein Stadtteil in Münster in Westfalen.
Berg Fidel liegt am südlichen Ende des Stadtgebietes zwischen dem Geistviertel und Hiltrup und gehört zum Stadtbezirk Hiltrup.
Berg Fidel ist eine Planstadt der 1960er und 70er Jahre. Für den Stadtteil lobte die Stadt Münster 1964 einen internationalen städtebaulichen Wettbewerb aus, an dem sich 49 Büros beteiligten.
Erwartet wurden Vorschläge für eine neuzeitliche und zweckmäßige Erschließung und Bebauung, kombiniert mit neuen Erkenntnissen des Städte- und Wohnungsbaus. Mit dem 1. Preis wurde die Arbeit des Düsseldorfer Architekten Jochen Kuhn ausgezeichnet. Sein Plan stellte die Grundlage des Bebauungsplanes dar. Aufgrund eines engen Finanzierungsrahmens erhöhte man die Bebauungsdichte von 800 auf 1250 Wohneinheiten (mehrheitlich Sozialer Wohnungsbau). An der Umsetzung (1968–1976) waren acht Baugesellschaften beteiligt. Errichtet wurden verschiedene Haustypologien, die von Reihen- und Atriumhäusern über gestaffelte Geschossbauten reichen, sowie ein Ladenzentrum, Kirchen, Schule und Sportanlagen. Für die Grünrahmenplanung beauftragte die Stadt den Landschaftsarchitekten Günther Grzimek.

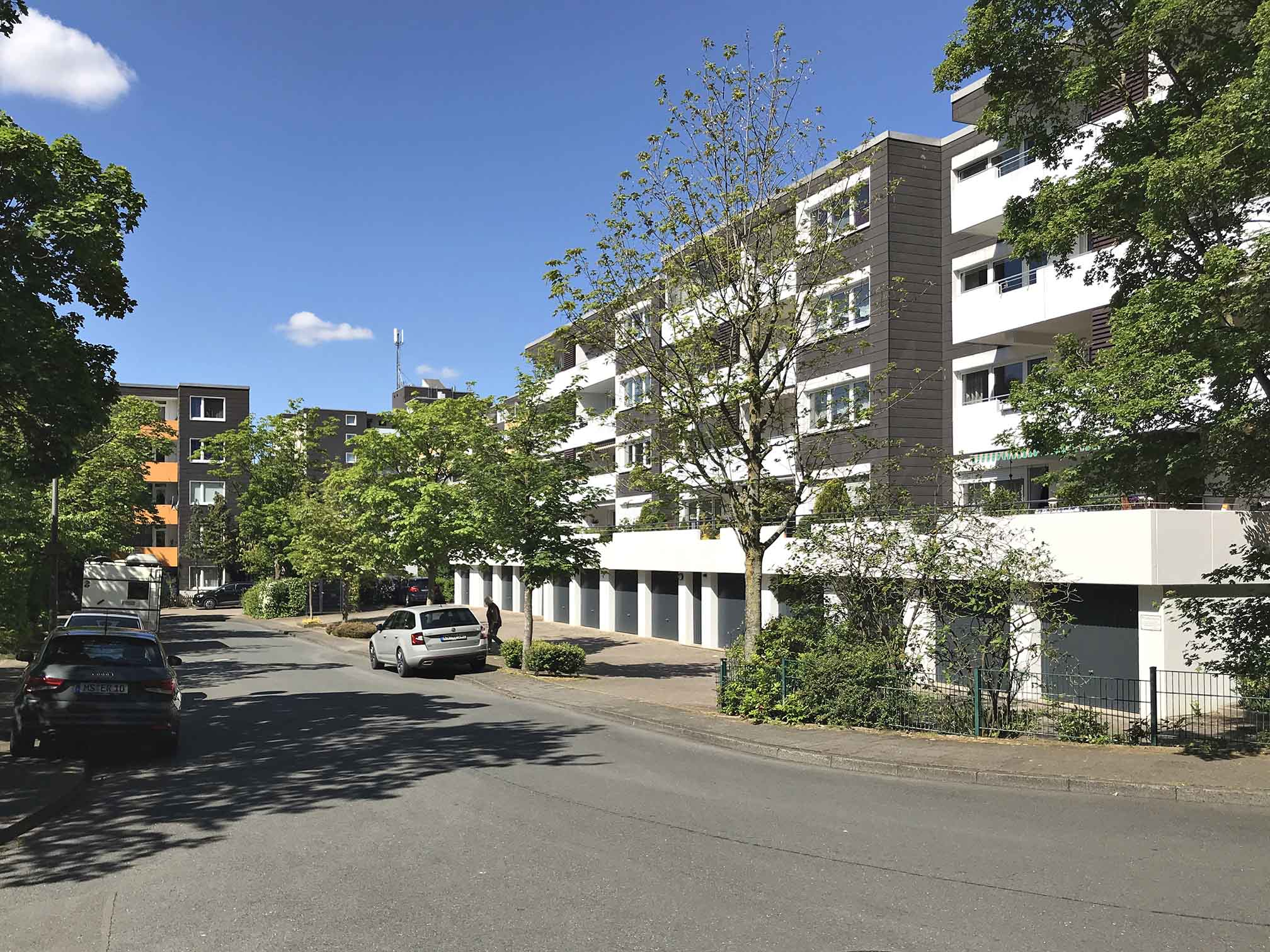
Typisches Straßenbild in Berg Fidel

Das Stadtteilbild ist geprägt durch eine Mischbebauung von Ein- und Mehrfamilienhäusern sowie durch einen weithin sichtbaren, ursprünglich als Luxuswohnblock geplanten Gebäudekomplex, der auf Grund seiner Größe und weißen Farbe von den Münsteranern Weißer Riese genannt wird. Zurzeit leben in dem ca. 5 km² großen Stadtteil 5863 Menschen (Stand 31. Dezember 2023).
Außerdem befinden sich in diesem Stadtteil mit dem Preußenstadion des Fußballvereins Preußen Münster, der Sporthalle am Berg Fidel, der Heimat des Frauen-Volleyball-Bundesligisten USC Münster, und einem großen Skatepark (Heimat der SAG) wichtige Punkte der Münsteraner Sportszene.

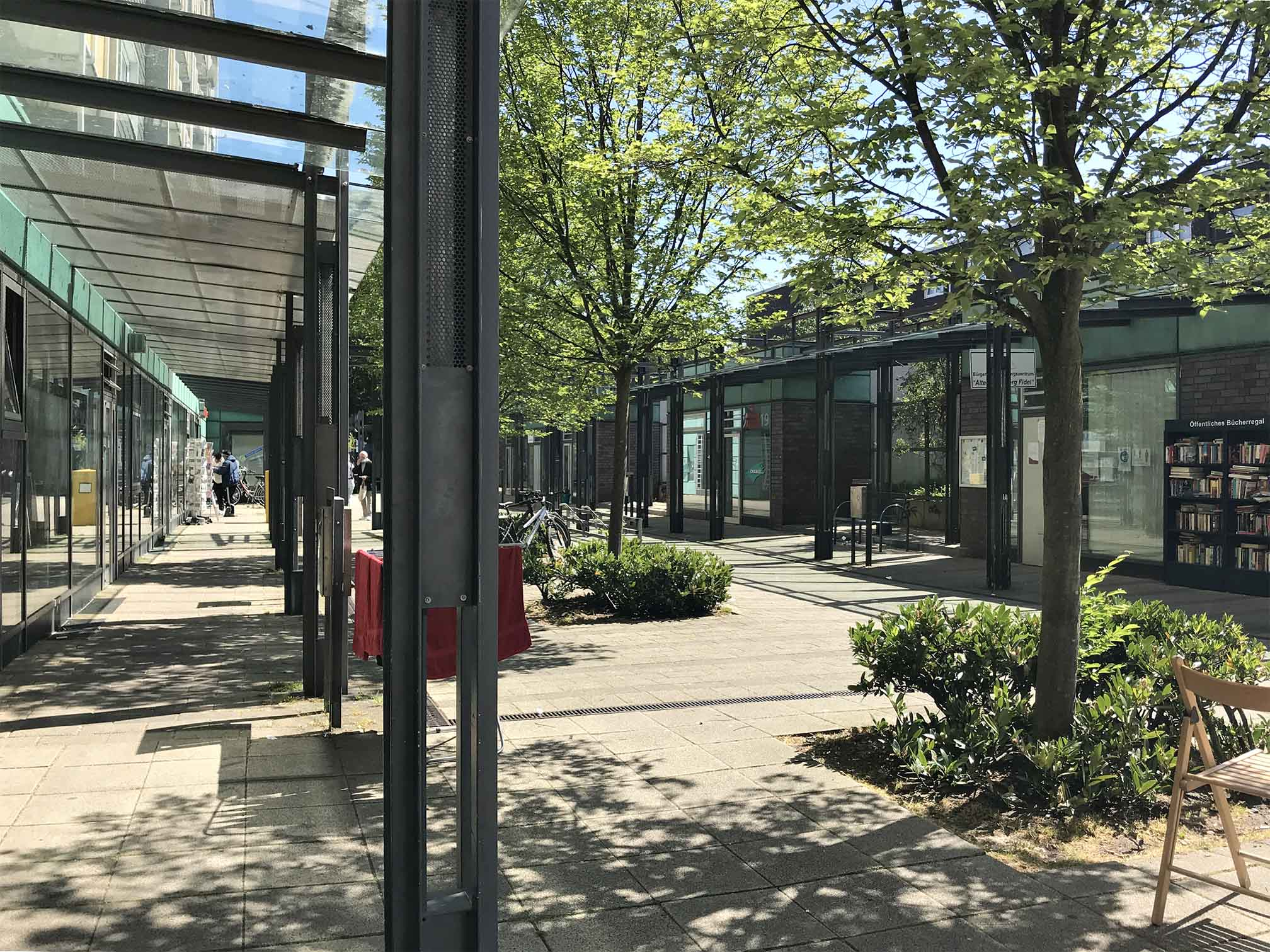
Das Einkaufszentrum von Berg Fidel

Mittelpunkt der Ansiedlung Berg Fidel ist das in den 2000er Jahren renovierte Einkaufszentrum. Hier können die sogenannten Berg Fideler Dinge des täglichen Bedarfs erwerben. Eine Musikschule, eine Apotheke, ein Supermarkt und eine Arztpraxis befinden sich dort. Zum Wohngebiet gehört das Seniorenzentrum Haus Simeon.

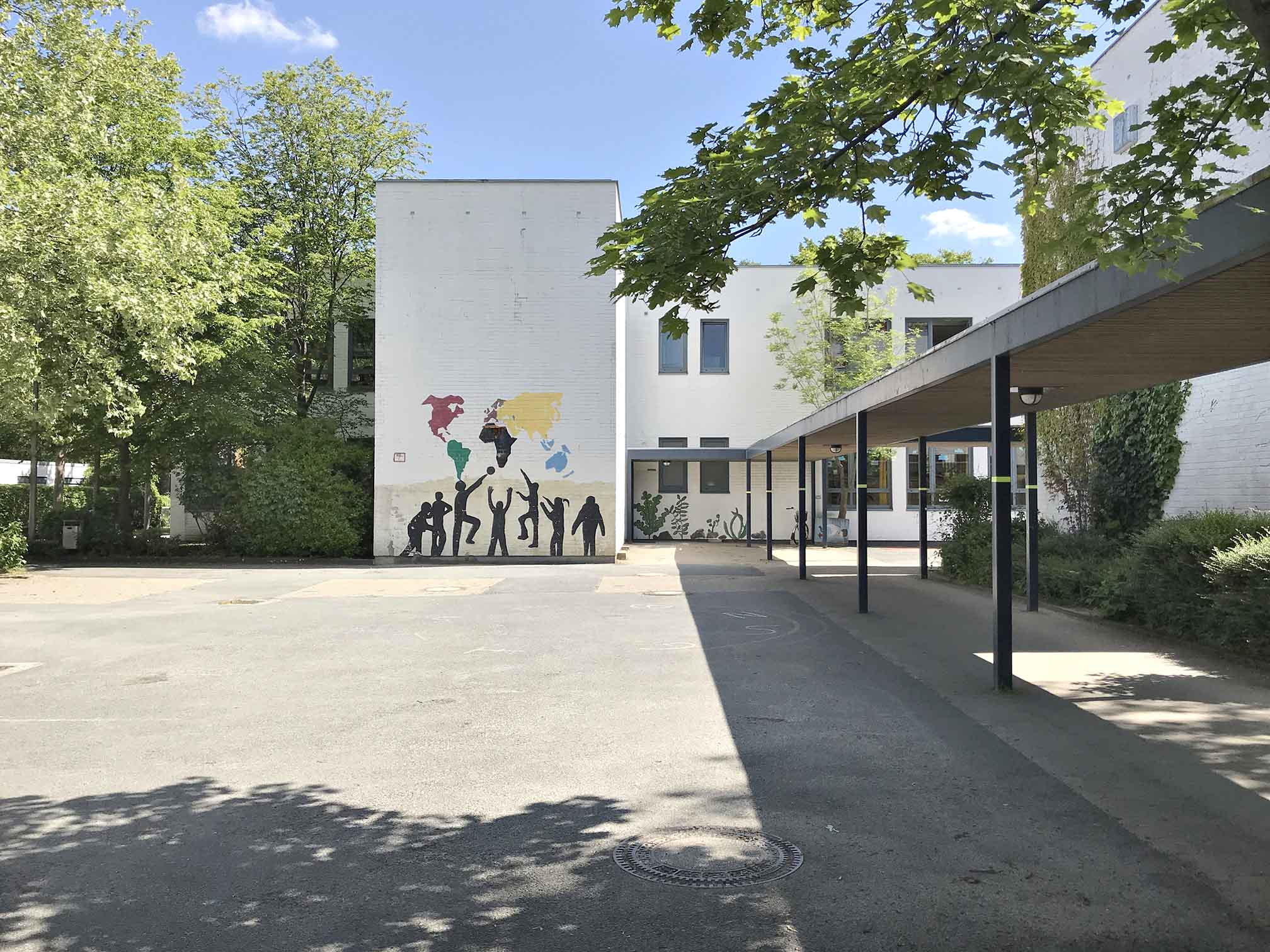
Die Schule in Berg Fidel

Die Grundschule Berg Fidel ist eine Gemeinschaftsschule mit altersgemischten Lerngruppen. Die Schule ist Mitglied im Schulverbund Blick über den Zaun. Hella Wenders drehte im Jahr 2011 den Dokumentarfilm Berg Fidel – eine Schule für alle.

## Statistik
Strukturdaten der Bevölkerung im Stadtteil Berg Fidel am 31. Dezember 2020:
- Bevölkerungsanteil der unter 20-Jährigen: 22,3 % (Münsteraner Durchschnitt: 17,4 %)[2]
- Bevölkerungsanteil der mindestens 60-Jährigen: 26,0 % (Münsteraner Durchschnitt 23,5 %)[3]
- Ausländeranteil: 23,6 % (Münsteraner Durchschnitt: 10,9 %)[4]